# Гуюань
Гуюань (кит. спр. 固原市, піньїнь: Gùyuán Shì) — місто-округ в Нінся-Хуейському автономному районі, КНР.

## Географія
Гуюань розташовується на півдні провінції на висоті близько 1780 метрів над рівнем моря у межах Лесового плато.

### Клімат
Місто знаходиться у зоні, котра характеризується вологим континентальним кліматом. Найтепліший місяць — липень із середньою температурою 19,4 °C. Найхолодніший місяць — січень, із середньою температурою -7,4 °С.
| Клімат Гуюаня           | Клімат Гуюаня | Клімат Гуюаня | Клімат Гуюаня | Клімат Гуюаня | Клімат Гуюаня | Клімат Гуюаня | Клімат Гуюаня | Клімат Гуюаня | Клімат Гуюаня | Клімат Гуюаня | Клімат Гуюаня | Клімат Гуюаня | Клімат Гуюаня |
| Показник                | Січ.          | Лют.          | Бер.          | Квіт.         | Трав.         | Черв.         | Лип.          | Серп.         | Вер.          | Жовт.         | Лист.         | Груд.         | Рік           |
| Середній максимум, °C   | 0             | 2,9           | 8,3           | 15,4          | 20,2          | 23,7          | 25,3          | 23,7          | 18,9          | 13,1          | 7,4           | 1,8           | 13,4          |
| Середня температура, °C | −7,4          | −3,9          | 1,7           | 8,6           | 14            | 17,7          | 19,4          | 18            | 13,2          | 7             | 0,2           | −5,5          | 6,9           |
| Середній мінімум, °C    | −13,1         | −9,3          | −3,7          | 2,5           | 7,6           | 11,4          | 13,6          | 12,8          | 8,4           | 2,2           | −4,9          | −10,8         | 1,4           |
| Норма опадів, мм        | 3.3           | 4.9           | 10.6          | 21.6          | 43.8          | 60            | 80.1          | 104.8         | 58.4          | 30.5          | 5.5           | 2             | 425.5         |
| Вологість повітря, %    | 57            | 57            | 56            | 51            | 53            | 60            | 68            | 73            | 74            | 70            | 61            | 56            | 61.3          |
| ----------------------- | ------------- | ------------- | ------------- | ------------- | ------------- | ------------- | ------------- | ------------- | ------------- | ------------- | ------------- | ------------- | ------------- |
| Джерело: data.cma.cn    |               |               |               |               |               |               |               |               |               |               |               |               |               |